# Simonas Daukantas
Simonas Daukantas o Szymon Dowkont (Kalviai, 28 ottobre 1793 – Papilė, 6 dicembre 1864) è stato un etnografo, storico e scrittore lituano.
Fu uno dei tanti pionieri del risveglio nazionale lituano, noto per esser stato il primo scrittore a pubblicare un libro sulla storia della Lituania scritto in lingua lituana. Inoltre pubblicò diversi libri sul folclore lituano e samogitiano e scrisse anche sui dizionarii polacchi-lituani. Daukantas scrisse le sue opere storiche sotto l'influenza del romanticismo del tempo. Daukantas attribuì tutto ciò che portò alla caduta del villaggio lituano alla nobiltà polacca e alla classe dirigente, che diventò in poco tempo debole nell'adattare le narrazioni, le canzoni, i costumi, gli idiomi del popolo lituano e della loro lingua.
Come autore pubblicò con diversi autori polacchi, tra cui: Jakyb Łaukys, KVMylė, Jokūbas Laukys (Łaukys di Jokyb), Motiejus Šauklys, J.Devynakis, Jonas Girdenis, Jonas Raganius, Antanas Žeimys, Jonas Purvys e Antanas Vaineikis, alcuni di loro menzionati anche in forma polonizzata.

## Biografia
Daukantas, nacque il 26 ottobre 1793 a Kalviai, vicino a Skuodas. Nel 1814 si trasferì a Vilnius dove studiò presso un ginnasio di quella zona. Dopo la laurea, presa il 1816, iniziò gli studi presso l'Università di Vilnius. Nel 1819 Daukantas ricevette la sua laurea in giurisprudenza e nel 1822 il master's degree. Tuttavia non lo ricevette subito a causa degli avvenimenti che stavano accadendo, lo ritirò solo nel 1825.
In seguito, decise di trasferirsi a Dorpat (attualmente Tartu), dove poté continuare gli studi fino a trasferirsi a Riga.
Daukantas lavorò come traduttore presso l'ufficio del governatore di Riga per dieci anni. Da allora, Daukantas si trasferì nella capitale della Russia, San Pietroburgo, dove prese il posto come supervisore del libro Lithuanian Metrica, dove vi erano anche Franciszek Malewski e Franciszek Czarnocki, fino al 1835.
Daukantas risiedette anche presso l'Archivio del Senato dove vi erano numerosi documenti di Stato, molto preziosi, risalenti al XV al XVIII secolo. Daukantas collaborò anche con lo storico Teodor Narbutt, dove gli diede quasi ottocento documenti, dove al suo interno c'era la storia della Lituana; pubblicò, in seguito, dei libri anche su quest'ultimo tema in particolare Pałangos petris, un romanzo simile a Robinson Crusoe. Nel 1846 pubblicò le fabie di Fedro e il lavoro di Cornelio Nepote, De Viris Illustribus, (1846) dove lo tradusse nella sua lingua madre con il nome Motiejus Šauklys pubblicandolo però a San Pietroburgo.
Tra i suoi manoscritti vi era un dizionario polacco-lituano e un libro sulla storia di Samogizia e Lituania, pubblicate come postumo. Daukantas scrisse anche delle opere nel dialetto samogiziano e il suo stile di scrittura era di tipo pittoresco, usando l'apoteosi e il contrasto colorato per arricchire il vocabolario di immagini. Infine, nel 1850, ritornò in Lituania, dove morì il 6 dicembre 1864. Fu sepolto a Papilė sulle colline. Un monumento disegnato da Vincas Grybas fu eretto lì nel 1930.

## Opere
- Darbai senųjų lietuvių ir žemaičių ,The Deeds of the ancient Lithuanians and Samogitians (1822);
- Istorija žemaitiška, The History of the Ancient Lithuanians  (1838) USA ;
- Latin-Lithuanian little dictionary (Vilnius, 1838);
- Būdas senovės lietuvių, kalnėnų ir žemaičių (titolo originale Budą Senowęs Lietuwiû kalneniu ir Żemaitiû, The Character of the ancient Highlanders and Samogitians ; San. Pietroburgo, 1845);
- Daines Ziamajtiû , Samogitian Songs (118 folk songs)  (San. Pietroburgo 1846);
- Pasakojimas apie veikalus lietuvių tautos senovėje (St.Petersburg, 1850);
- Pasakos Masiu ,The Tales of the Common People (96 folktales) (Vilnius, 1932);
- Rinktiniai Rastai, Selected Works (Vilnius, 1855)
- Pałangos petris